# 和泉市立富秋中学校
和泉市立富秋中学校（いずみしりつ とみあき ちゅうがっこう）は、大阪府和泉市にある公立中学校。

## 概要
和泉市の北部、信太山丘陵北西麓の平地に位置し、幸、池上町、富秋町、伯太町・葛の葉町の一部を校区としている。児童数は1985年（昭和60年）の579名をピークに減少を続け、2024年（令和6年）5月1日現在では134名となり、市内の中学校の中では最も少ない人数である。

## 沿革

### 略歴
和泉市王子町にあった旧・和泉市立山手中学校（廃校）を母体にして、旧山手中学校校区に和泉市立信太中学校・和泉市立和泉中学校校区の一部を加え、1976年に現在地に新設開校した。

### 年表
- 1976年1月9日 - 設立準備室が発足。当初は仮称として和泉第2中学校と言う校名としていた。
- 1976年3月16日 - 通学区域が決定。
- 1976年3月30日 - 和泉市議会で学校設置条例が可決され、和泉市立富秋中学校の校名が決定。
- 1976年4月1日 - 和泉市立富秋中学校として、現在地に開校。
- 1994年 - 文部省・大阪府教育委員会・和泉市教育委員会より、同和教育研究校の指定を受ける（1995年度まで）。
- 2000年 - 和泉市男女平等教育推進モデル校の指定を受ける（2001年度まで）。
- 2001年 - 文部科学省より、人権教育推進事業校の指定を受ける（2003年度まで）。

## 小中一貫校への再編
富秋中学校区および隣接校区の一部地域では、人口減少や少子高齢化に加え、市営住宅をはじめとする公共施設の老朽化が課題となっていた。こうした課題に対応するため、地域住民らが主体となって「富秋中学校区等まちづくり検討会議」が設立され、持続可能な地域づくりに向けた検討が進められた。

この取り組みの一環として、児童・生徒数の減少や校舎の老朽化を背景に、既存の小学校と中学校を統合し、施設一体型小中一貫校を新設する計画が進められている。

これにより、和泉市立幸小学校、和泉市立池上小学校および和泉市立富秋中学校を統合し、新たな学校として和泉市立富秋学園が設置される予定である。校名「富秋学園」は、卒業生や富秋中学校区在住者からの公募によって寄せられた80件の中から選ばれた。

### 開校までの取組み
- 2018年（平成30年）
  - 02月 - 富秋中学校区等まちづくり検討会議設立[3]。
  - 11月 - 富秋中学校区における施設一体型小中一貫校の検討状況報告会開催[7]。
- 2020年（令和02年）03月 - 富秋中学校区等まちづくり構想策定[8]。
- 2021年（令和03年）
  - 02月 - 第1回適正就学対策審議会開催[9]。
  - 03月 - 第2回適正就学対策審議会開催[10]。
  - 04月 - 和泉市適正就学対策審議会答申[11]。
  - 10月 - 施設一体型小中一貫校に関する説明会実施[12]。
- 2022年（令和04年）03月 - 富秋中学校区施設一体型義務教育学校基本計画策定[13]。
- 2024年（令和06年）10月 - （仮称）富秋学園基本設計策定[14]。
- 2025年（令和07年）
  - 05月 - 専用講堂、特別教室棟解体[15]。
  - 07月 - 新校舎工事開始[16][17]。
- 2027年（令和09年）04月 - 開校予定。

### 跡地利用
新しい学校の校舎は、富秋中学校の敷地内に建設される。これに伴い、和泉市立幸小学校および和泉市立池上小学校の校舎は解体される見込みである。跡地については、防災機能を備えた広場の整備や、民間事業者への売却・貸付を通じて、まちづくりに資する機能の誘致が検討されている。

## 教育方針

### 教育目標
みんなが安心して学び、自ら考え、判断し行動できる

### めざす生徒像
- 差別を許さない生徒
- 自分と仲間を大切にする生徒
- 授業を大切にし、進路をしっかり考える生徒
- 楽しい学校にするために自ら考え行動する生徒

## 通学区域
- 和泉市立幸小学校、和泉市立池上小学校の通学区域全域[19]。
- 和泉市立信太小学校の通学区域の一部（葛の葉町一丁目、葛の葉町二丁目および葛の葉町三丁目）[19]。

## 交通
- 阪和線 北信太駅 南西へ約900m。
- 阪和線 信太山駅 北東へ約1km。

## 出身者
- 弦本悠希 - 野球選手
- 松室政哉 - シンガーソングライター
- エルフ荒川 - 芸人・漫才師